# Kloster Immichenhain

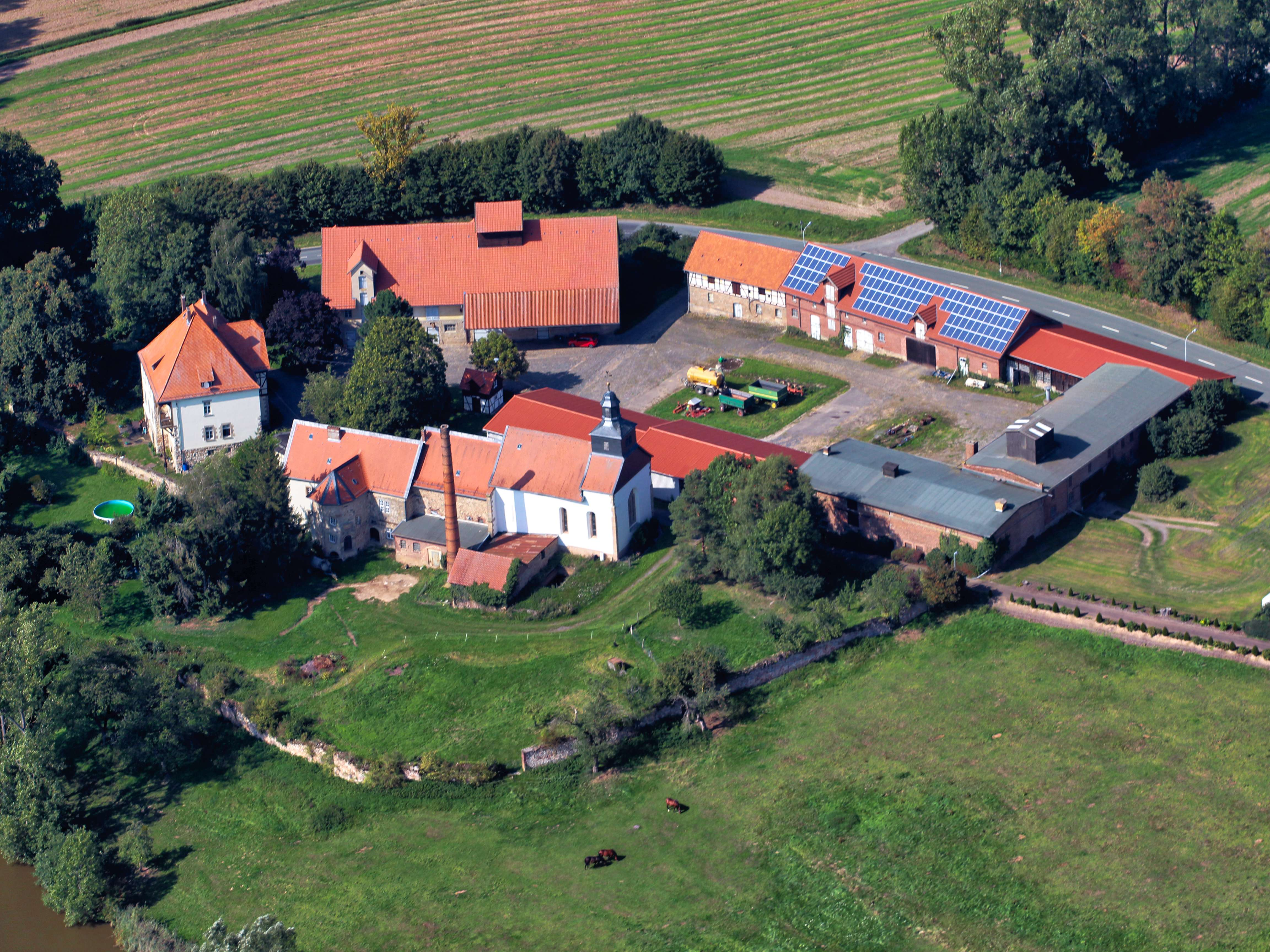
Klosterkirche und Domäne Immichenhain

Das Kloster Immichenhain war ursprünglich ein Prämonstratenser-Doppelkloster, aus dem ein Augustiner-Chorfrauen-Stift hervorging.  Es befand sich im Ortsteil Immichenhain der Gemeinde Ottrau im Schwalm-Eder-Kreis in Nordhessen, am westlichen Ende und unmittelbar oberhalb des auf der Niederterrasse und in der Talmulde gelegenen und nach der Klostergründung entstandenen, 1231 erstmals urkundlich erwähnten Dorfs.

## Klostergeschichte
Die Gründung des Klosters stand wohl in Zusammenhang mit der des Prämonstratenser-Doppelklosters Wirberg um 1148/49.  Dort hatte der Prämonstratenser Otto von Cappenberg nach dem Tode Manegolds von Hagen und Wirberg dessen Erbtochter Aurelia zum Eintritt in das von seinem Bruder Gottfried von Cappenberg gegründete Kloster Ilbenstadt und die Witwe Manegolds, Immecha, zur Umwandlung der Burg Wirberg in ein Kloster und ihrem eigenen Eintritt in dasselbe genötigt oder gar gezwungen.  In Immichenhain, dem Hain der Immicha, wird Manegolds Witwe ebenfalls als Stifterin eines Prämonstratenser-Doppelklosters genannt, wobei die Angaben zum Gründungsdatum jedoch von 1124 bis zur Zeit 1173–1175 differieren.  Die Klosterkirche, heute Dorfkirche von Immichenhain, war der Hl. Maria geweiht.
Ab 1263 unterstand das Kloster dem Kloster Wirberg, und nachdem die Wirberger Schwestern im Jahre 1286 zum Orden der Augustiner-Chorfrauen gewechselt hatten, wurde auch aus dem Prämonstratenser-Doppelkloster in Immichenhain ein Augustiner-Chorfrauenstift.  Das Stift erwarb zwar im Laufe der Zeit einigen Besitz in der Umgebung und wurde 1335 durch Schenkung des Grafen Johann I. von Ziegenhain auch Besitzer des Dorfes Immichenhain, blieb aber ohne größere Bedeutung.
Im Jahre 1441 wurde das Stift unter dem Einfluss des Klosters Böddeken zu einem strengeren und regeltreuen Klosterleben im Sinne der Windesheimer Kongregation reformiert. Weitere Reformen erfolgten 1493–1497 auf Veranlassung von Landgraf Wilhelm II.

## Aufhebung und spätere Nutzung
Mit der Einführung der Reformation in der Landgrafschaft Hessen wurde das Stift 1527 durch Landgraf Philipp I. aufgehoben. Die verbliebenen Chorfrauen wurden abgefunden, und das Klostergut wurde landgräfliche Domäne. 1538 belehnte Landgraf Philipp seinen Kämmerer und Geheimen Rat Konrad (Kurt) Diede zum Fürstenstein mit der Hälfte des ehemaligen Klosterguts samt Zubehör, d. h. den Höfen Volkershof und Niederberf (heute Berfhof und Berfmühle bei Hattendorf). Die andere Hälfte diente zur Finanzierung von Hof- und Landesverwaltung und Pfarreikosten. Dies Lehen wurde 1544 erneuert und erweitert: es umfasste nun das Klostergut samt Bauhof, das Dorf Immichenhain mit dem Weinzapf ebenda, den Volkershof sowie Einkünfte zu Leimbach, Neukirchen, Riebelsdorf, Holzburg und dem Zehnten zu Niederberf. Die Diede zum Fürstenstein blieben bis zum Tode von Wilhelm Christoph Diede zum Fürstenstein, königlich-dänischer Staatsminister und Gesandter des Herzogtums Holstein-Glückstadt zum Immerwährenden Reichstag in Regensburg, im Jahre 1807 im Besitz von Gut und Dorf Immichenhain.
Im Dreißigjährigen Krieg versuchte der Fuldaer Fürstabt Johann Bernhard Schenk zu Schweinsberg, nach dem Erlass des Restitutionsedikts durch Kaiser Ferdinand II. am 6. März 1629, das Kloster neu zu beleben: er sandte im Jahre 1631 fünf Mönche in das Kloster, aber noch im gleichen Jahr verwüsteten Truppen des Grafen Tilly Kloster und Dorf, und der Versuch der Wiederbelebung wurde aufgegeben, als der Landgraf wieder die Kontrolle über Hessen erlangte.
Als Wilhelm Christoph Diede zum Fürstenstein am 1. Dezember 1807 starb und neben seiner Witwe Margaretha Konstantine Louise, einer geborenen Gräfin von Callenberg aus Muskau, nur Töchter hinterließ, zog Jérôme Bonaparte, von seines Bruders Gnaden König von Westphalen den Besitz ein und gab ihn am 24. Dezember 1807 als Lehen an einen seiner Günstlinge, den Staatsrat und späteren Minister-Staatssekretär Pierre Alexandre le Camus (1774–1824), bei dessen gleichzeitiger Erhebung zum Grafen von Fürstenstein. Nur wenige Monate später, am 15. April 1808, wandelte Jérôme das Lehen in Allodialbesitz um. Le Camus verkaufte das Gut Immichenhain bereits am 11. August 1809 an den Hofmarschall Baron von Boucheporn für 200.000 Franken. Am 23. Dezember 1810 bestätigte Großherzog Ludwig I. von Hessen-Darmstadt auf Antrag des Verkäufers dem Käufer den Besitz auch der im Großherzogtum gelegenen Zubehöre. Nach dem Ende des napoleonischen Intermezzos und der Restitution des Kurfürstentums Hessen wurde der Besitz am 18. Januar 1814 eingezogen und wieder Hessische Staatsdomäne. Erst 1928 wurde der bis dahin selbständige Gutsbezirk Domäne Immichenhain zum größten Teil nach Immichenhain eingemeindet.

## Heutiger Zustand
Die einstigen Kloster- bzw. Gutsgebäude am westlichen Ortsausgang in Richtung Hattendorf gehören weiterhin der Hessischen Staatsdomäne Immichenhain.
Die ehemalige Klosterkirche, ein kurzer Rechteckbau mit einfachen, klaren Formen, Rundbogenfenstern und schlichtem Holzturm, wird heute von der Evangelischen Stephanusgemeinde am Rimberg im Kirchenkreis Schwalm-Eder der Evangelischen Kirche von Kurhessen-Waldeck genutzt.  Sehenswert sind der aus dem 12. Jahrhundert stammende Taufstein mit rundbogigen Arkaden und Feldern mit ornamentaler und figürlicher Darstellung in Ritztechnik, Wandmalereien aus der ersten Hälfte des 14. Jahrhunderts und fünf Grabplatten bzw. Epitaphien der Diede zum Fürstenstein.
Koordinaten: 50° 48′ 41″ N, 9° 20′ 59″ O